# Проспект Алишера Навои (Ташкент)
Проспект Алише́ра Навои́ — одна из древнейших и центральных улиц Ташкента. В 1938 году названа в честь 500-летия со дня рождения великого поэта Алишера Навои.

## История
Во второй половине XIX века и в начале XX века соединяла старую часть города с новой частью. Здесь, в основном, жили ремесленники. В 1884 году открылась первая русско-туземная школа. На улице в 1930—70 годах были построены многоэтажные дома, государственные учреждения, музеи, сдана в эксплуатацию первая трамвайная линия.